# Патріотична партія (Гватемала)
Патріотична партія (ісп. Partido Patriota) — права політична партія у Гватемалі.

## Історія
Заснована 24 лютого 2001 року відставним генералом Отто Пересом Моліною. Під час виборів 2003 входила до складу Великого національного альянсу (GANA), який здобув перемогу на парламентських виборах та чий кандидат Оскар Бергер став президентом. Невдовзі після виборів, однак, Патріотична партія вийшла зі складу альянсу. 2007 партія здобула 503 442 (15,91 %) голосів і 30 місць у Конгресі та стала головною опозиційною партією країни. Отто Перес висунув свою кандидатуру на пост глави держави та посів друге місце, набравши 1 294 645 (47,18 %) голосів у другому турі. 11 вересня 2011 року партія здобула 1 170 826 (26,62 %) голосів і 56 місць за результатами виборів до Конгресу, а Отто Перес здобув перемогу у президентських перегонах.